# كارلوس فيلالبا
كارلوس فيلالبا (بالإسبانية: Carlos Villalba)‏ هو لاعب كرة قدم أرجنتيني، ولد في 19 يوليو 1998 في ريسيستينسيا في الأرجنتين. لعب مع تاليريس كوردوبا.

## وصلات خارجية
- كارلوس فيلالبا على موقع قاعدة بيانات كرة القدم.إي يو (الإنجليزية)
- كارلوس فيلالبا على موقع Soccerway.com (الإنجليزية)